# علي باي الأول
علي باشا أو علي باشا بن محمد أو سيدي علي باي الأول باي تونس من 8 سبتمبر 1735 إلى 2 سبتمبر 1756، وهو ثاني بايات تونس.